# Lignicolor
Culoare lignicoloră (latină lignicolor, fulvus) este o culoare brun-roșcată, ca a inimii lemnului sau a cojii de stejar pisate folosită la tăbăcirea pieilor. Coaja de stejar este brun-cenușie pe partea exterioară și brun-roșcată pe partea interioară. Adesea termenul lignicolor este considerat sinonim cu fov (galben-roșiatic).

## Note

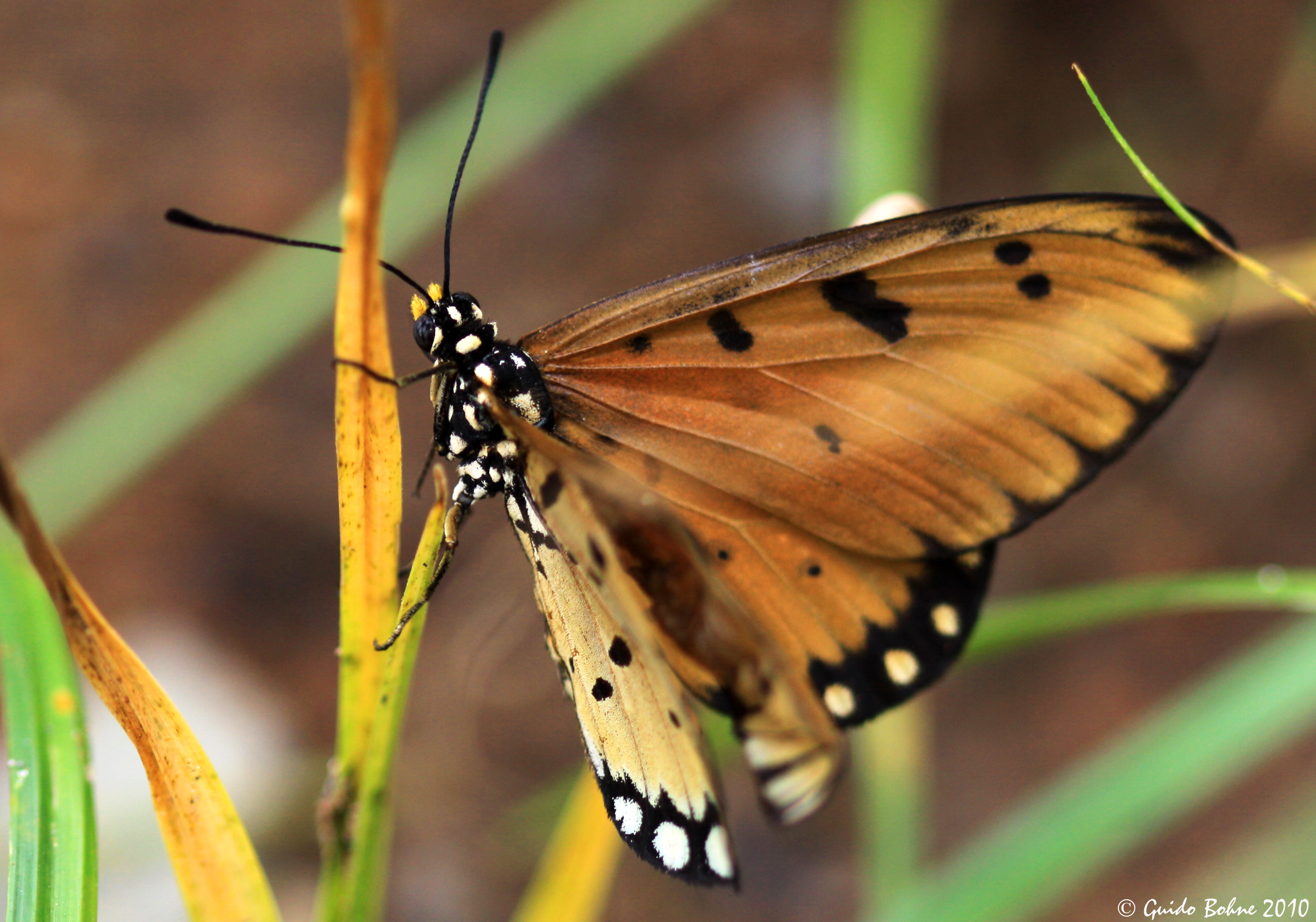
Un fluture (Acraea terpsicore) cu aripi lignicolore
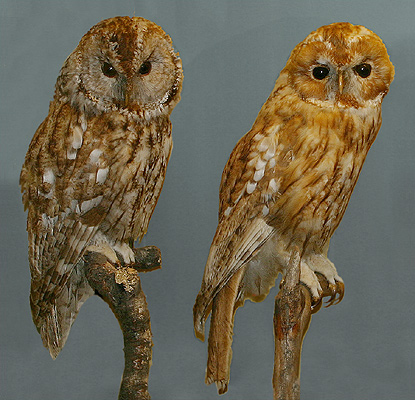
Huhurezul mic (Strix aluco) are o culoare sură sau roşu-ruginie sau brun-roşcată